# FIFA: Road to World Cup 98
FIFA: Road to World Cup 98 è un videogioco di calcio sviluppato da EA Canada e pubblicato da Electronic Arts in Europa e nel Nordamerica nel 1997 e in Giappone nel 1998. È il quinto capitolo della serie FIFA, ma tra i più famosi e amati di tutta l'intera saga. Inoltre è il secondo gioco 3D sulle console a 32 bit.
Questo gioco ha la caratteristica di avere tutte le squadre nazionali partecipanti alle qualificazioni della Coppa del Mondo FIFA del 1998; il giocatore può guidare una squadra partendo dalle qualificazioni fino ad alzare la coppa. Vi è inoltre la possibilità di giocare undici campionati nazionali (Brasile, Francia, Germania, Inghilterra, Italia, Malesia, Paesi Bassi, Scozia, Spagna, Stati Uniti e Svezia) per un totale di 189 club. La canzone di apertura del gioco è Song 2 dei Blur. La telecronaca italiana è affidata a Giacomo Bulgarelli con il commento tecnico di Massimo Caputi. Come in FIFA 97 in questo gioco si può giocare in uno stadio indoor. Nel menù "Selezione stadio" si può trovare il campetto al coperto. È il primo gioco della saga ad avere la modalità on-line.

## Copertine
Diversi calciatori sono apparsi sulla copertina del gioco:
- In Francia: David Ginola;
- In Germania: Andreas Möller;
- In Italia: Paolo Maldini;
- In Messico e Stati Uniti: Roy Lassiter;
- Nel Regno Unito: David Beckham;
- In Spagna: Raúl.

## Campionati
In FIFA: Road to World Cup 98 sono presenti in tutto 361 squadre che si suddividono in:
- 11 campionati. Essi sono:
  -  Campeonato Brasileiro Série A
  -  Division 1
  -  Fußball-Bundesliga
  -  FA Premier League
  -  Serie A
  -  M-League
  -  Eredivisie
  -  Scottish Premier Division
  -  Primera División
  -  A-League
  -  Allsvenskan
- 172 squadre nazionali

## Colonna sonora
La colonna sonora del videogioco include Song 2, brano dei Blur, quattro canzoni dei The Crystal Method (More, Now Is the Time, Keep Hope Alive e Busy Child), e Hugga Bear degli Electric Skychurch. 
- Blur – Song 2
- The Crystal Method – Keep Hope Alive
- The Crystal Method – More
- The Crystal Method – Now Is the Time (Cloud 9 Remix)
- The Crystal Method – Busy Child
- Electric Skychurch – Hugga Bear

## Sviluppo
Il gioco è stato creato con lo stesso motore grafico di FIFA 97. Per le animazioni dei calciatori è stata usata la tecnica del motion capture, riprendendo i movimenti di David Ginola.

## Ricezione
Al momento della sua uscita, il gioco è stato un bestseller nel Regno Unito per due mesi. Al festival Milia del 1999 a Cannes, ha portato a casa un premio "Gold" per i ricavi superiori a 37 milioni di euro nell'Unione europea nel corso dell'anno precedente.
Il gioco è stato il vincitore del premio "PC Sports Game of the Year" ai primi Interactive Achievement Awards dell'Academy of Interactive Arts & Sciences (ora noti come D.I.C.E. Awards).